# Arca di Noè (singolo)
Arca di Noè è un singolo del cantautore italiano Mannarino, pubblicato il 13 gennaio 2017 come secondo estratto dal quarto album in studio Apriti cielo.

## Video musicale
Il videoclip è stato pubblicato il 13 gennaio 2017 sul canale Vevo-YouTube del cantante.